# Pungu maclareni
Pungu maclareni, comunemente noto come pungu, è l'unico membro conosciuto del genere Pungu.  È una specie di ciclidi endemica del Lago Barombi Mbo, nel Camerun, dove predilige acque costiere profonde da 1 a 3 metri. Questa specie puù raggiungere una lunghezza di 10 centimetri (lunghezza standard). È minacciato dall'inquinamento e sedimentazione causati dalle attività umane. Konia, Myaka e Stomatepia sono altri tre generi di ciclidi ugualmente minacciati, anch'essi endemici del Lago Barombi Mbo.